# Bocola Verlag
Der Bocola Verlag wurde 2006 von Achim Dressler gegründet. Der Verlag mit Sitz in Klotten veröffentlicht Neuauflagen, das Hauptaugenmerk liegt auf US-amerikanischen Zeitungscomics, mit Neuauflagen bekannter und auch weniger bekannter Werke  und historischen Romanen.
Auf der Frankfurter Buchmesse erhielt der Bocola Verlag 2008 für den vierten Band seiner Prinz Eisenherzausgabe von Hal Foster den Sondermann-Preis. 2019 wurde der Verlag mit Peng! – Der Münchner Comicpreis in der Kategorie Beste Neuveröffentlichung eines Klassikers für Alex Raymond: Rip Kirby – Die kompletten Comicstrips ausgezeichnet.

## Werke (Auswahl)
- Lance von Warren Tufts
- Prinz Eisenherz von Hal Foster und John Cullen Murphy
- Tarzan von Hal Foster, Russ Manning und Burne Hogarth
- Rip Kirby von Alex Raymond
- Casey Ruggles von Warren Tufts
- Cisco Kid von José Luis Salinas
- C.V.T.-Romane von Hans Dieter Stöver
- Modesty Blaise von Peter O’Donnell und Jim Holdaway